# 5 World Trade Center
Cet article concerne un gratte-ciel de New York. Pour les autres bâtiments, voir World Trade Center (homonymie).
Five World Trade Center (5 WTC) était un immeuble de bureaux de 9 étages construit entre 1970 et 1972 au World Trade Center de New York. Il a souffert de dégâts sérieux et ses étages supérieurs se sont partiellement effondrés à la suite des attentats du 11 septembre 2001. Le bâtiment fut intégralement détruit en janvier 2002 dans le cadre du projet de nettoyage du site du WTC.

## Description

Le 5 WTC, dans le coin nord est du complexe.

5 WTC est un bâtiment possédant une structure en acier. La structure en L occupait le coin nord-est du site du WTC. Ses dimensions sont de 100 m sur 130 et il possédait une surface moyenne de 11 000 m2 par étage.
La station de métro du World Trade Center était située sous le bâtiment et son accès était possible depuis le bâtiment. Des boutiques et des restaurants étaient au sous-sol, dont la plus grosse librairie Border de New York, répartie sur 3 étages du 5 World Trade et située au coin près de l'intersection entre Church Street et Vesey Street.

## Occupants

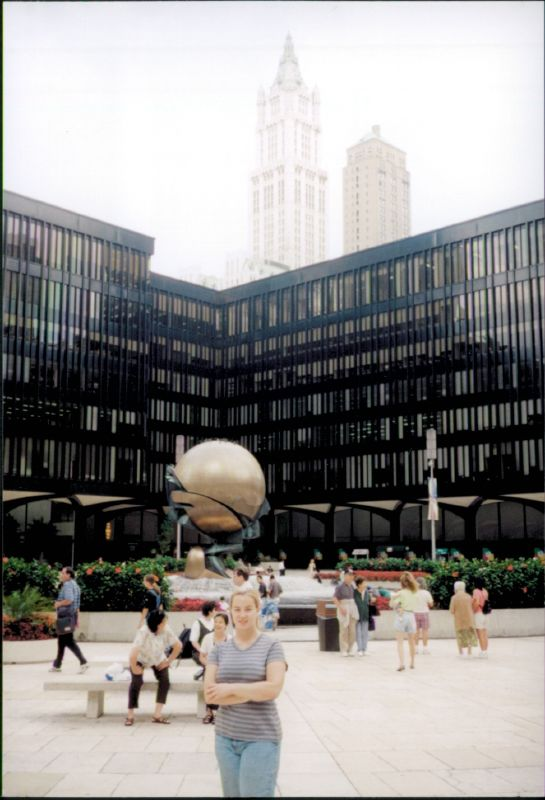
Le WTC 5, derrière la sculpture The Sphere.

Les étages, s'ils sont connus, sont indiqués entre parenthèses :
- US Airways
- Charles Schwab (Galerie)
- Sam Goody (Galerie)
- Perfumeria Milano (Galerie)
- American Airlines (Galerie)
- Daniel Pehr, Inc. (Lobby)
- Children's Discovery Center (Plaza)
- Borders Books & Music (Plaza)
- Krispy Kreme (Plaza)
- JPMorgan Chase (1)
- FedEx (1)
- DHL (1)
- Affiliated Physicians of St. Vincent (3)
- World Trade Center Dental (3)
- Morgan Stanley (4, 5, 6)
- Crédit suisse First Boston (7, 8, 9)
- NYS Court of Claims (8)
- Continental Forwarding (8)
- Lower Manhattan Cultural Council (9)
- Howard Publications (9)
- Council of State Governments (9)
- American Shipper (9)
- Our Planet Mgmt. Institute, Ltd. (9)
- Hunan Resources & Tech. Institute (9)

## Dégâts consécutifs aux attentats de 2001

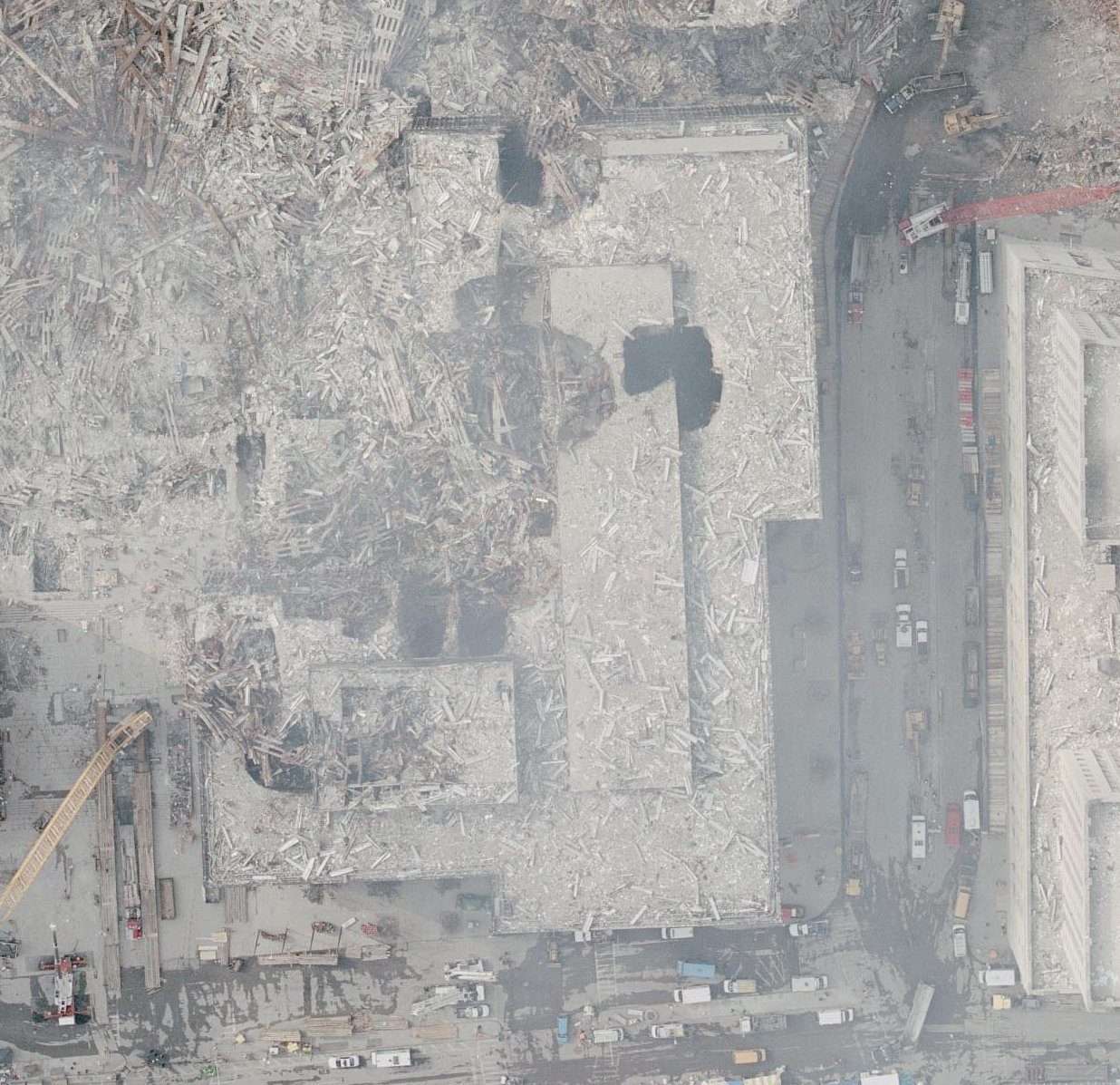
Five World Trade Center sur une image aérienne NOAA après les attentats du 11 septembre 2001. Le nord se situe approximativement dans le coin en haut à droite de l'image.

Les étages compris entre le 4e et le 9e ont souffert d'effondrements partiels et d'incendies. Les étages 1 à 3 ne furent pas endommagés. Certains des effondrements étaient dus aux impacts de l'acier et des débris provenant du World Trade Center 1 (Tour Nord). Les autres effondrements sont consécutifs aux incendies. Des preuves d'implosions furent retrouvées dans les étages supérieurs, surtout dans les étages 6 à 8. La façade extérieure a souffert de sévères dommages dus aux incendies. Les étages supérieurs (5 à 9) étaient en feu après l'effondrement de la seconde tour.
La dernière partie de 5 WTC encore debout fut enlevée en janvier 2002.

### Analyse structurelle
"L'équipe (FEMA/ASCE Building Performance Study Team) a découvert que les soudures entre les différentes parties de la structure en acier avaient cédées face au feu. Cela était très apparent dans l'effondrement du World Trade Center Building 5, où la protection anti-feu n'a pas protégé les soudures, ce qui a fait céder la structure."

## Futur de la tour 5
Les négociations à propos du site du World Trade Center se sont achevées en avril 2006 avec l'entrepreneur privé Larry Silverstein, cédant son droit de construire sur le site de la tour 5 aux autorités portuaires de New York et New Jersey en échange d'une assistance financière pour les tours 2, 3 et 4.
On attend de la tour 5 qu'elle soit transformée pour un usage résidentiel ou mixte et offerte à un autre investisseur privé ; il n'y a pas de date prévue pour le début des travaux au 130 Liberty St, qui est situé à l'endroit où le vieux bâtiment de la Deutsche Bank est actuellement. JPMorgan Chase a exprimé son intérêt pour louer de nouveau de l'espace. Il y a une limite de 274 m, et le bâtiment final pourra faire jusqu'à 140 000 m2. JPMorgan et Larry Silverstein se sont récemment mis d'accord pour la construction d'un bâtiment de bureaux à l'emplacement du 5 World Trade Center. Cette tour aura 42 étages.

### Autres anciens bâtiments du complexe
- 1 et 2 World Trade Center
- Marriott World Trade Center (3 World Trade Center)
- 4 World Trade Center
- 6 World Trade Center
- 7 World Trade Center

### Nouveaux bâtiments du complexe
- One World Trade Center
- Two World Trade Center
- Three World Trade Center
- Four World Trade Center
- Seven World Trade Center